# مطار إيرينهوت سايوسو الدولي
مطار إيرينهوت سايوسو الدولي (بالصينية: 二连浩特赛乌苏国际机场) (إياتا: ERL، إيكاو: ZBER) مطار عام يقع بمدينة Saiwusu في الصين. يبلغ طول المدرج 2400 م . يقع  على بعد 27 كم (17 ميل) جنوب شرق وسط المدينة و32 كم (20 ميل) من الحدود المنغولية. بدأ البناء في يونيو 2008 باستثمارات إجمالية قدرها 257 مليون يوان، وافتتح المطار في 1 أبريل 2010. نظرًا لقربه من الحدود، يجذب المطار جزءًا كبيرًا من مسافريه من منغوليا.

## شركات الطران والوجهات
| شركـات طيـران            | الوجهات                                               |
| ------------------------ | ----------------------------------------------------- |
| خطوط العاصمة بكين الجوية | مطار بكين داشينغ الدولي                               |
| طيران الصين اكسبرس       | مطار تشيفنغ يولونغ، مطار تونغلياو                     |
| China United Airlines    | مطار بكين داشينغ الدولي                               |
| Qingdao Airlines         | مطار تشنغدو تيانفو الدولي، مطار ينتشوان هيدونج الدولي |
| خطوط تيانجين الجوية      | مطار شيلينهوت                                         |

## وصلات خارجية
- http://www.flightstats.com/go/Airport/airportDetails.do?airportCode=ERL